# Achim von Arnim
Carl Joachim Friedrich Ludwig Achim von Arnim  (Berlin, 26. siječnja 1781. – Wiepersdorf, 21. siječnja 1831.), njemački književnik.
Jedan je od najvažnijih predstavnika romantizma u njemačkoj književnosti. Brat je poznate njemačke književnice Bettine von Arnim.

## Poznata djela
- Dječakov čarobni rog,
- Siromaštvo, bogatstvo, grijeh i pokora grofice Dolores,
- Čuvari krune.